# Derżprom
Derżprom (ukr. Держпром, ros. Госпром)  – pierwszy wieżowiec w ZSRR wybudowany w 1928 r. w stylu konstruktywizmu, znajdujący się na Placu Wolności w centrum Charkowa.

## Nazwa
Używane są dwie nazwy Domu Przemysłu Państwowego – ukraińska – Derżprom to skrót od derżawna promysłowist i rosyjska – Gosprom to skrót od  rosyjskiego gosudarstwiennaja promyszlennost.

## Historia
Po powstaniu Ukraińskiej SRR w 1919 roku jej stolicą został Charków. Powstające władze i urzędy zajmowały stare budynki administracyjne, których powierzchnia nie była wystarczająca. Dlatego w 1925 roku podjęto decyzję o budowie nowego budynku. Konkurs ogłoszono 5 maja 1925 roku. Zgłoszono w nim 17 projektów z terenu całego ZSRR i Nowego Jorku, którym architekci zgodnie z wymaganiami konkursu nadali ciekawe nazwy: Echo, Intruz, Plan, Wieżowiec, itd. 

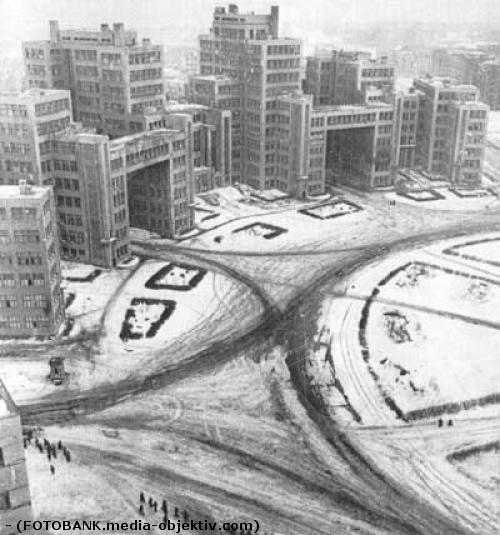
Derżprom w 1943 r.

Wygrali architekci z Leningradu, którzy przygotowali projekt Nieproszony gość (Незваный гость): Siergiej Sawicz Serafimow (1878–1939), Samuel Mironowicz Krawiec (1891–1966), Mark Dawidowicz Felger (1881–1962). Budowę nadzorował inżynier Paweł Pawłowicz Rotter (1880-1954). Wielopiętrowa konstrukcja z betonu i stali z 45 000 okien i 17 ha szkła została wybudowana dość szybko, bo w latach 1925–1928. Pod koniec lat 20. XX wieku budynek był tak znany, że na przychodzących listach zamiast adresu pisano Charków Gosprom. W latach 1919–1934, gdy Charków pozostawał stolicą Ukraińskiej SRR, mieściły się tu najważniejsze instytucje rządowe, które przeniesiono, gdy Kijów odzyskał swój status w 1934 roku. Po zajęciu Charkowa przez Niemców w czasie II wojny światowej budynek został opróżniony. Niemcy urządzili na parterze stajnię, a pozostałe wnętrza zostały zniszczone.. Odchodząc, Niemcy podpalili budynek i próbowali go wysadzić. Po wojnie został odbudowany. W 1954 roku na dachu zainstalowano jedną z pierwszych anten telewizyjnych w ZSRR.
28 października 2024 roku kilka pięter centralnego gmachu zostało uszkodzonych na skutek bombardowania.

## Opis projektu
Derżprom składa się z trzech kompleksów budynków w kształcie litery H. Mają one od sześciu do jedenastu pięter, a najwyższy wysokość 68 m. Budynki pierwotnie były połączone z głównym budynkiem przejściami  w formie mostków. W 1954 roku na budynku zainstalowano antenę telewizyjną i od tego czasu całkowita wysokość budynku wynosi 108 m. 25 stycznia 2018 roku, na mocy dekretu Gabinetu Ministrów Ukrainy, budynek został uznany za zabytek o znaczeniu krajowym. Derżprom jest kandydatem do włączenia na listę światowego dziedzictwa UNESCO.